# Diocesi della Santissima Trinità in Almaty
La diocesi della Santissima Trinità in Almaty (in latino Dioecesis Sanctissimae Trinitatis in Almata) è una sede della Chiesa cattolica in Kazakistan suffraganea dell'arcidiocesi di Maria Santissima in Astana. Nel 2022 contava 42.000 battezzati su 7.350.240 abitanti. È retta dal vescovo José Luís Mumbiela Sierra.

## Territorio
La diocesi comprende le regioni kazake di Almaty, di Qyzylorda, di Turkistan, di Zhambyl e di Zhetisu.
Sede vescovile è la città di Almaty, dove si trova la cattedrale della Santissima Trinità.
Il territorio è suddiviso in 11 parrocchie.

## Storia
L'amministrazione apostolica di Almaty fu eretta il 7 luglio 1999 con decreto della Congregazione per l'evangelizzazione dei popoli, ricavandone il territorio dall'amministrazione apostolica del Kazakistan dei Latini (oggi diocesi di Karaganda).
Il 17 maggio 2003 è stata elevata a diocesi con la bolla Dilectae Almatensis dello stesso papa Giovanni Paolo II ed è entrata a far parte della provincia ecclesiastica dell'arcidiocesi di Maria Santissima in Astana.

## Cronotassi dei vescovi
Si omettono i periodi di sede vacante non superiori ai 2 anni o non storicamente accertati.
- Henry Theophilus Howaniec, O.F.M. † (7 luglio 1999 - 5 marzo 2011 ritirato)
- José Luís Mumbiela Sierra, dal 5 marzo 2011

## Statistiche
La diocesi nel 2022 su una popolazione di 7.350.240 persone contava 42.000 battezzati, corrispondenti allo 0,6% del totale.
| anno | popolazione | popolazione | popolazione | presbiteri | presbiteri | presbiteri | presbiteri                | diaconi | religiosi | religiosi | parrocchie |
| anno | battezzati  | totale      | %           | numero     | secolari   | regolari   | battezzati per presbitero | diaconi | uomini    | donne     | parrocchie |
| ---- | ----------- | ----------- | ----------- | ---------- | ---------- | ---------- | ------------------------- | ------- | --------- | --------- | ---------- |
| 2000 | 50.000      | 6.312.600   | 0,8         | 12         | 8          | 4          | 4.166                     |         | 5         | 5         | 7          |
| 2001 | 50.000      | 6.267.000   | 0,8         | 11         | 8          | 3          | 4.545                     |         | 4         | 5         | 7          |
| 2002 | 50.000      | 6.267.000   | 0,8         | 15         | 10         | 5          | 3.333                     |         | 7         | 6         | 7          |
| 2003 | 50.000      | 6.267.000   | 0,8         | 15         | 10         | 5          | 3.333                     |         | 8         | 6         | 7          |
| 2004 | 50.000      | 6.267.000   | 0,8         | 17         | 11         | 6          | 2.941                     |         | 9         | 7         | 7          |
| 2005 | 50.000      | 6.267.000   | 0,8         | 18         | 13         | 5          | 2.777                     |         | 6         | 6         | 8          |
| 2010 | 50.000      | 6.400.000   | 0,8         | 18         | 11         | 7          | 2.777                     |         | 10        | 18        | 9          |
| 2014 | 40.000      | 6.372.000   | 0,6         | 16         | 9          | 7          | 2.500                     |         | 8         | 18        | 10         |
| 2017 | 40.000      | 7.013.500   | 0,6         | 16         | 11         | 5          | 2.500                     |         | 6         | 22        | 10         |
| 2020 | 41.000      | 7.255.400   | 0,6         | 19         | 14         | 5          | 2.157                     |         | 8         | 21        | 11         |
| 2022 | 42.000      | 7.350.240   | 0,6         | 19         | 14         | 5          | 2.210                     |         | 8         | 17        | 11         |